# Мон-роч-дал-Камп
Мон-роч-дал-Камп (кат. Mont-roig del Camp, вимова літературною каталанською [mʊn'ɾoʧ dəł'kam(p)]) — муніципалітет, розташований в Автономній області Каталонія, в Іспанії. Код муніципалітету за номенклатурою Інституту статистики Каталонії — 430923. Знаходиться у районі (кумарці) Баш-Камп (коди району — 08 та BC) провінції Таррагона, згідно з новою адміністративною реформою перебуватиме у складі баґарії (округи) Камп-да-Таррагона.

## Назва муніципалітету
Назва муніципалітету походить від каталанських слів, які означають «червона гора».

## Населення
Населення міста (у 2007 р.) становить 10.292 особи (з них менше 14 років — 14,1 %, від 15 до 64 — 71,3 %, понад 65 років — 14,6 %). У 2006 р. народжуваність склала 108 осіб, смертність — 45 осіб, зареєстровано 50 шлюбів. У 2001 р. активне населення становило 3.394 особи, з них безробітних — 392 особи.
Серед осіб, які проживали на території міста у 2001 р., 3.785 народилися в Каталонії (з них 2.329 осіб у тому самому районі, або кумарці), 1.911 осіб приїхало з інших областей Іспанії, а 1.057 осіб приїхало з-за кордону. 
Вищу освіту має 9,3 % усього населення. 
У 2001 р. нараховувалося 2.629 домогосподарств (з них 26,5 % складалися з однієї особи, 28,5 % з двох осіб,20,3 % з 3 осіб, 15,6 % з 4 осіб, 6,3 % з 5 осіб, 1,7 % з 6 осіб, 0,5 % з 7 осіб, 0,3 % з 8 осіб і 0,2 % з 9 і більше осіб).
Активне населення міста у 2001 р. працювало у таких сферах діяльності: у сільському господарстві — 11,1 %, у промисловості — 11,4 %, на будівництві — 21,3 % і у сфері обслуговування — 56,2 %. 
У муніципалітеті або у власному районі (кумарці) працює 2.603 особи, поза районом — 1.134 особи.

### Доходи населення
У 2002 р. доходи населення розподілялися таким чином :
| \| Доходи населення за статтями доходів \| Доходи населення за статтями доходів \| Доходи населення за статтями доходів \| \| Рік \| 2002 р. \| 2001 р. \| \| ------------------------------------ \| ------------------------------------ \| ------------------------------------ \| \| Заробітна платня \| 45,5 % \| 47,4 % \| \| Доходи від ведення бізнесу \| 38,6 % \| 37,4 % \| \| Соціальна допомога \| 15,9 % \| 15,2 % \| |         |         |
| Доходи населення за статтями доходів |         |         |
| Рік | 2002 р. | 2001 р. |
| Заробітна платня | 45,5 %  | 47,4 %  |
| Доходи від ведення бізнесу | 38,6 %  | 37,4 %  |
| Соціальна допомога | 15,9 %  | 15,2 %  |

### Безробіття
У 2007 р. нараховувалося 324 безробітних (у 2006 р. — 332 безробітних), з них чоловіки становили 37,7 %, а жінки — 62,3 %.

## Економіка
У 1996 р. валовий внутрішній продукт розподілявся по сферах діяльності таким чином :
| \| Валовий внутрішній продукт \| Валовий внутрішній продукт \| Валовий внутрішній продукт \| \| Рік \| 1996 р. \| 1991 р. \| \| -------------------------- \| -------------------------- \| -------------------------- \| \| Сільське господарство \| 3,6 % \| 0 % \| \| Промисловість \| 8,2 % \| 0 % \| \| Будівництво \| 21,2 % \| 0 % \| \| Послуги \| 67 % \| 0 % \| |         |         |
| Валовий внутрішній продукт |         |         |
| Рік | 1996 р. | 1991 р. |
| Сільське господарство | 3,6 %   | 0 %     |
| Промисловість | 8,2 %   | 0 %     |
| Будівництво | 21,2 %  | 0 %     |
| Послуги | 67 %    | 0 %     |

### Підприємства міста

#### Промислові підприємства
| \| Промислові підприємства міста, за сферою діяльності \| Промислові підприємства міста, за сферою діяльності \| Промислові підприємства міста, за сферою діяльності \| \| Рік \| 2002 р. \| 2001 р. \| \| --------------------------------------------------- \| --------------------------------------------------- \| --------------------------------------------------- \| \| Енергетичні та водні ресурси \| 0 % \| 0 % \| \| Хімія та метали \| 5,1 % \| 4,3 % \| \| Переробка металів \| 30,8 % \| 31,9 % \| \| Продукти харчування \| 25,6 % \| 25,5 % \| \| Текстиль \| 10,3 % \| 8,5 % \| \| Виробництво меблів, видання \| 23,1 % \| 25,5 % \| \| Інше \| 5,1 % \| 4,3 % \| \| Усього підприємств \| 39 \| 47 \| |         |         |
| Промислові підприємства міста, за сферою діяльності |         |         |
| Рік | 2002 р. | 2001 р. |
| Енергетичні та водні ресурси | 0 %     | 0 %     |
| Хімія та метали | 5,1 %   | 4,3 %   |
| Переробка металів | 30,8 %  | 31,9 %  |
| Продукти харчування | 25,6 %  | 25,5 %  |
| Текстиль | 10,3 %  | 8,5 %   |
| Виробництво меблів, видання | 23,1 %  | 25,5 %  |
| Інше | 5,1 %   | 4,3 %   |
| Усього підприємств | 39      | 47      |

#### Роздрібна торгівля
| \| Підприємства роздрібної торгівлі міста, за сферою діяльності \| Підприємства роздрібної торгівлі міста, за сферою діяльності \| Підприємства роздрібної торгівлі міста, за сферою діяльності \| \| Рік \| 2002 р. \| 2001 р. \| \| ------------------------------------------------------------ \| ------------------------------------------------------------ \| ------------------------------------------------------------ \| \| Продукти харчування \| 32,6 % \| 36,6 % \| \| Одяг та взуття \| 10,6 % \| 11,2 % \| \| Товари для дому \| 13,6 % \| 12,7 % \| \| Книги та періодичні видання \| 2,3 % \| 3 % \| \| Промислова хімічна продукція \| 8,3 % \| 7,5 % \| \| Продукція, пов'язана з транспортними засобами \| 6,1 % \| 4,5 % \| \| Інше \| 26,5 % \| 24,6 % \| \| Усього підприємств \| 132 \| 134 \| |         |         |
| Підприємства роздрібної торгівлі міста, за сферою діяльності |         |         |
| Рік | 2002 р. | 2001 р. |
| Продукти харчування | 32,6 %  | 36,6 %  |
| Одяг та взуття | 10,6 %  | 11,2 %  |
| Товари для дому | 13,6 %  | 12,7 %  |
| Книги та періодичні видання | 2,3 %   | 3 %     |
| Промислова хімічна продукція | 8,3 %   | 7,5 %   |
| Продукція, пов'язана з транспортними засобами | 6,1 %   | 4,5 %   |
| Інше | 26,5 %  | 24,6 %  |
| Усього підприємств | 132     | 134     |

#### Сфера послуг
| \| Підприємства міста, що працюють у сфері послуг, за діяльністю \| Підприємства міста, що працюють у сфері послуг, за діяльністю \| Підприємства міста, що працюють у сфері послуг, за діяльністю \| \| Рік \| 2002 р. \| 2001 р. \| \| ------------------------------------------------------------- \| ------------------------------------------------------------- \| ------------------------------------------------------------- \| \| Гуртова торгівля \| 5,3 % \| 6 % \| \| Готелі та готельний бізнес \| 32,3 % \| 39,2 % \| \| Транспорт та зв'язок \| 8,6 % \| 8 % \| \| Посередницькі фінансові послуги \| 2,2 % \| 2,4 % \| \| Послуги підприємствам \| 4,8 % \| 4,2 % \| \| Послуги фізичним особам \| 21,8 % \| 20 % \| \| Нерухомість та ін. \| 25,1 % \| 20,2 % \| \| Усього підприємств \| 455 \| 451 \| |         |         |
| Підприємства міста, що працюють у сфері послуг, за діяльністю |         |         |
| Рік | 2002 р. | 2001 р. |
| Гуртова торгівля | 5,3 %   | 6 %     |
| Готелі та готельний бізнес | 32,3 %  | 39,2 %  |
| Транспорт та зв'язок | 8,6 %   | 8 %     |
| Посередницькі фінансові послуги | 2,2 %   | 2,4 %   |
| Послуги підприємствам | 4,8 %   | 4,2 %   |
| Послуги фізичним особам | 21,8 %  | 20 %    |
| Нерухомість та ін. | 25,1 %  | 20,2 %  |
| Усього підприємств | 455     | 451     |

## Житловий фонд
У 2001 р. 13,2 % усіх родин (домогосподарств) мали житло метражем до 59 м2, 30,5 % — від 60 до 89 м2, 31,2 % — від 90 до 119 м2 і
25,1 % — понад 120 м2.

З усіх будівель у 2001 р. 65,7 % було одноповерховими, 29,3 % — двоповерховими, 2,7 % — триповерховими, 0,7 % — чотириповерховими, 0,6 % — п'ятиповерховими, 0,6 % — шестиповерховими,
0,3 % — семиповерховими, 0,1 % — з вісьмома та більше поверхами.

## Автопарк
| \| Автомобілі, зареєстровані у місті, за призначенням \| Автомобілі, зареєстровані у місті, за призначенням \| Автомобілі, зареєстровані у місті, за призначенням \| \| Рік \| 2006 р. \| 2005 р. \| \| -------------------------------------------------- \| -------------------------------------------------- \| -------------------------------------------------- \| \| Приватні автомобілі \| 64,1 % \| 64,5 % \| \| Мотоцикли \| 10 % \| 9,3 % \| \| Вантажівки \| 21,8 % \| 22,2 % \| \| Трактори \| 0,4 % \| 0,4 % \| \| Автобуси та ін. \| 3,7 % \| 3,6 % \| \| Усього автомобілів \| 8.385 шт. \| 7.766 шт. \| |           |           |
| Автомобілі, зареєстровані у місті, за призначенням |           |           |
| Рік | 2006 р.   | 2005 р.   |
| Приватні автомобілі | 64,1 %    | 64,5 %    |
| Мотоцикли | 10 %      | 9,3 %     |
| Вантажівки | 21,8 %    | 22,2 %    |
| Трактори | 0,4 %     | 0,4 %     |
| Автобуси та ін. | 3,7 %     | 3,6 %     |
| Усього автомобілів | 8.385 шт. | 7.766 шт. |

## Вживання каталанської мови
У 2001 р. каталанську мову у місті розуміли 89,9 % усього населення (у 1996 р. — 91 %), вміли говорити нею 69 % (у 1996 р. — 70,1 %), вміли читати 68,9 % (у 1996 р. — 67,1 %), вміли писати 53,6 % (у 1996 р. — 48,3 %). Не розуміли каталанської мови 10,1 %.

## Політичні уподобання
У виборах до Парламенту Каталонії у 2006 р. взяло участь 2.713 осіб (у 2003 р. — 2.869 осіб). Голоси за політичні сили розподілилися таким чином:
| \| Вибори до Парламенту Каталонії \| Вибори до Парламенту Каталонії \| Вибори до Парламенту Каталонії \| \| Рік \| 2006 р. \| 2003 р. \| \| -------------------------------------- \| ------------------------------ \| ------------------------------ \| \| Конвергенція та Єднання (CiU) \| 32,8 % \| 32,4 % \| \| Соціалістична партія Каталонії (PSC) \| 24,2 % \| 25,8 % \| \| Народна партія (PP) \| 14,7 % \| 16,7 % \| \| Ініціатива за Каталонію — Зелені (ICV) \| 4,6 % \| 4 % \| \| Республіканська лівиця Каталонії (ERC) \| 17,7 % \| 20 % \| \| Громадяни — Громадянська партія (C's) \| 3,3 % \| 0 % \| \| Інші \| 2,7 % \| 1,1 % \| |         |         |
| Вибори до Парламенту Каталонії |         |         |
| Рік | 2006 р. | 2003 р. |
| Конвергенція та Єднання (CiU) | 32,8 %  | 32,4 %  |
| Соціалістична партія Каталонії (PSC) | 24,2 %  | 25,8 %  |
| Народна партія (PP) | 14,7 %  | 16,7 %  |
| Ініціатива за Каталонію — Зелені (ICV) | 4,6 %   | 4 %     |
| Республіканська лівиця Каталонії (ERC) | 17,7 %  | 20 %    |
| Громадяни — Громадянська партія (C's) | 3,3 %   | 0 %     |
| Інші | 2,7 %   | 1,1 %   |

У муніципальних виборах у 2007 р. взяло участь 3.842 особи (у 2003 р. — 3.734 особи). Голоси за політичні сили розподілилися таким чином:
| \| Муніципальні вибори \| Муніципальні вибори \| Муніципальні вибори \| \| Рік \| 2007 р. \| 2003 р. \| \| -------------------------------------- \| ------------------- \| ------------------- \| \| Конвергенція та Єднання (CiU) \| 23,2 % \| 20,9 % \| \| Соціалістична партія Каталонії (PSC) \| 29,6 % \| 12,6 % \| \| Народна партія (PP) \| 8,4 % \| 12,3 % \| \| Ініціатива за Каталонію — Зелені (ICV) \| 0 % \| 0 % \| \| Республіканська лівиця Каталонії (ERC) \| 12,8 % \| 23 % \| \| Громадяни — Громадянська партія (C's) \| 0 % \| 0 % \| \| Інші \| 26 % \| 31,1 % \| |         |         |
| Муніципальні вибори |         |         |
| Рік | 2007 р. | 2003 р. |
| Конвергенція та Єднання (CiU) | 23,2 %  | 20,9 %  |
| Соціалістична партія Каталонії (PSC) | 29,6 %  | 12,6 %  |
| Народна партія (PP) | 8,4 %   | 12,3 %  |
| Ініціатива за Каталонію — Зелені (ICV) | 0 %     | 0 %     |
| Республіканська лівиця Каталонії (ERC) | 12,8 %  | 23 %    |
| Громадяни — Громадянська партія (C's) | 0 %     | 0 %     |
| Інші | 26 %    | 31,1 %  |